# Akademie für Internationale Zusammenarbeit
Die Akademie für Internationale Zusammenarbeit (AIZ) ist das Zentrum für internationale Personalentwicklung und Handlungskompetenz der Deutschen Gesellschaft für Internationale Zusammenarbeit (GIZ). Seit Ende 2017 ist sie im Bonner Ortsteil Röttgen ansässig, nachdem sie zuvor seit ihrer Gründung im Uhlhof in Bad Honnef beheimatet war.
In der Akademie bereiten sich pro Jahr etwa 2000 Fach- und Führungskräfte mit ihren Familien auf Auslandseinsätze in anderen kulturellen Kontexten vor. Darunter sind auch Entwicklungshelfer und ihre Familien vor ihren Einsätzen in Entwicklungsländern. Die GIZ sowie 30 international tätige Organisationen schicken ihre Mitarbeiter zur AIZ (Stand: 2018). Etwa 85 Menschen und mehrere hundert Honorarkräfte sind dort beschäftigt. Die Veranstaltungen sind für die Öffentlichkeit zugänglich, so dass sich jeder anmelden kann.

## Geschichte

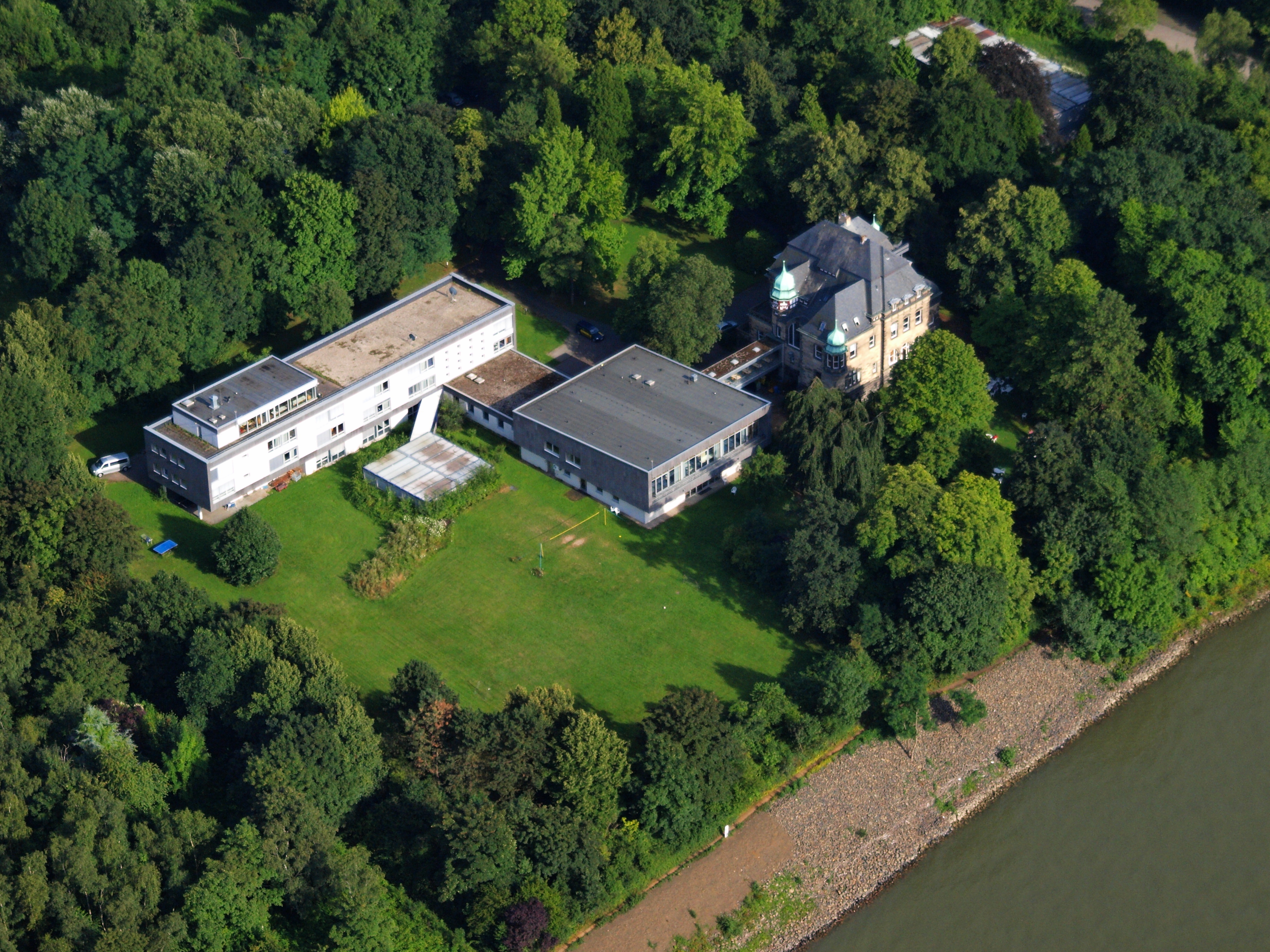
Luftaufnahme des Uhlhofs, Standort der AIZ bis 2017 (2009)

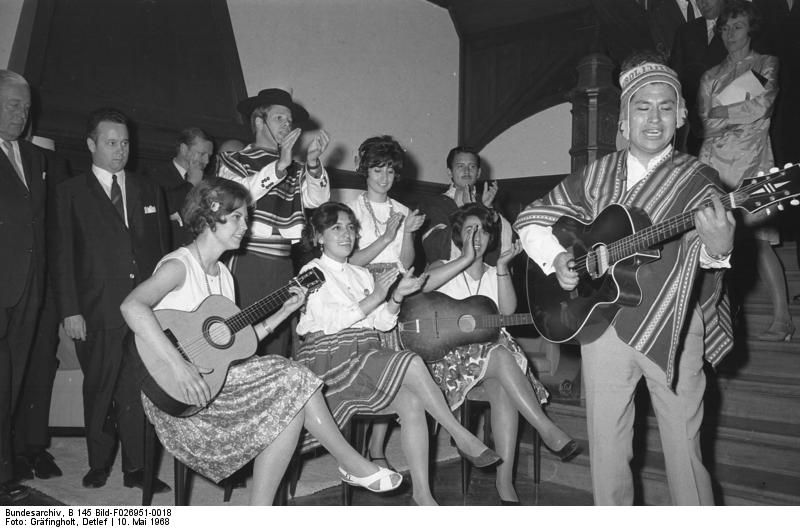
Übergabe der neuen Tagungsstätte des DSE in Bad Honnef im Mai 1968

1965 wurde im Bad Honnefer Uhlhof die „Zentralstelle für Auslandskunde der Deutschen Stiftung für Internationale Entwicklung (DSE)“ als Vorläufer der AIZ gegründet. Für die Einrichtung wurde die dortige Villa Mauser um Neubauten für Tagungs- und Bürozwecke erweitert. 2002 fusionierte die DSE mit der Carl-Duisberg-Gesellschaft zur Internationalen Weiterbildung und Entwicklung gGmbH (InWEnt). Nunmehr firmierte die Einrichtung als Vorbereitungsstätte für Entwicklungszusammenarbeit (V-EZ). Anfang 2003 schloss sich die Abteilung „Vorbereitung“ des von Berlin nach Bonn umgezogenen Deutschen Entwicklungsdienstes mit der InWEnt zusammen und zog deshalb nach Bad Honnef um. Da die Kapazitäten nicht mehr ausreichten, wurden bis 2004 mehrere provisorische Bürocontainer aufgestellt, die 2008 wieder abgebaut wurden; stattdessen wurde ein leerstehendes Gebäude der Firma Birkenstock angemietet. 2011 wurde die V-EZ mit der Fusion von InWEnt und Deutschem Entwicklungsdienst zur GIZ in Akademie für internationale Zusammenarbeit umbenannt.
Seit Ende der 1990er-Jahre gab es Pläne, die Akademie in das bundeseigene seit 2006 leerstehende Gebäude der früheren Aus- und Fortbildungsstätte des Auswärtigen Amtes im Bonner Ortsteil Ippendorf zu verlagern, weil das Land Nordrhein-Westfalen es der Vorbereitungsstätte nicht mehr kostenlos zur Nutzung überlassen wollte und der Bund über die damalige InWent der Nutzer der Immobilie war. Ab Juni 2006 waren die Pläne konkreter geworden, das Bundesministerium für wirtschaftliche Zusammenarbeit und Entwicklung hatte sich vorerst offiziell auf eine Verlegung bis Sommer 2009 festgelegt. Sie wurde jedoch im Dezember 2006 vorerst abgewendet. Der Bund plante nun, auf dem Gelände des Uhlhofs Neubauten als Ersatz für die provisorischen Bürocontainer zu errichten und Teile des Altbestands zu sanieren. Die Pläne wurden nicht verwirklicht, da ab 2010 erneut ein Umzug in eine Bonner Immobilie erwogen wurde.
Im Mai 2013 wurde bekannt, dass die GIZ den Uhlhof als Sitz der Akademie für Internationale Zusammenarbeit aufgeben möchte, vorgeblich wegen der fehlenden Ausbaubarkeit des Standorts, insbesondere aufgrund von Hochwasserschutzbestimmungen. Am 21. Juni 2013 beschloss der Aufsichtsrat der GIZ, die AIZ bis frühestens 2016 in die bisherige Andreas-Hermes-Akademie im Bonner Ortsteil Röttgen zu verlegen. Nachdem die GIZ diese Liegenschaft im November 2013 erworben und bei Kosten von 28 Millionen Euro ab September 2015 den vorhandenen Gebäudebestand saniert sowie ab Mai 2016 einen Erweiterungsneubau erstellt hatte, erfolgte der Umzug schließlich im Dezember 2017 und die Einweihung am 5. März 2018. Am neuen Standort verfügt die Akademie über 44 Seminar- und Schulungsräume, darunter einen Saal für 260 Gäste, sowie 64 Gästezimmer.